# Buyeoské jazyky
Pujoské jazyky (též jazyky pujo, jazyky fuyu, korejsky 부여, čínsky 扶餘) jsou hypotetickou jazykovou rodinu, do které patřily jazyky dávné Koreje. Mluvilo se jimi v severní části korejského poloostrova, v jižním Mandžusku a možná i v Japonsku. Všechny buyeoské jazyky již vymřely.
Nejspíše jsou podskupinou korejských jazyků (spolu se sillskými jazyky, mezi které patří korejština a čedžuština), existuje však i teorie spojující buyeoské jazyky s japonštinou nebo tunguzskými jazyky.
Název se odvíjí od jazyka pujo, který do této jazykové rodiny patří.

## Seznam pojoských jazyků
- Jemek
- Kočoson (možná spojitost se sillskými jazyky)
- Pujo
- Kogurjo
  - Pekče (vychází z goguryea)
- Gaya (možná spojitost s japonštinou)